# Siswodipuran
Siswodipuran is een bestuurslaag in het regentschap Boyolali van de provincie Midden-Java, Indonesië. Siswodipuran telt 9716 inwoners (volkstelling 2010).